# Tolski vrh, Grebinj
Tolski vrh (nemško Großenegg) je naselje v Občini Grebinj v Okraju Velikovec na Koroškem v Avstriji.